# MC Hammer

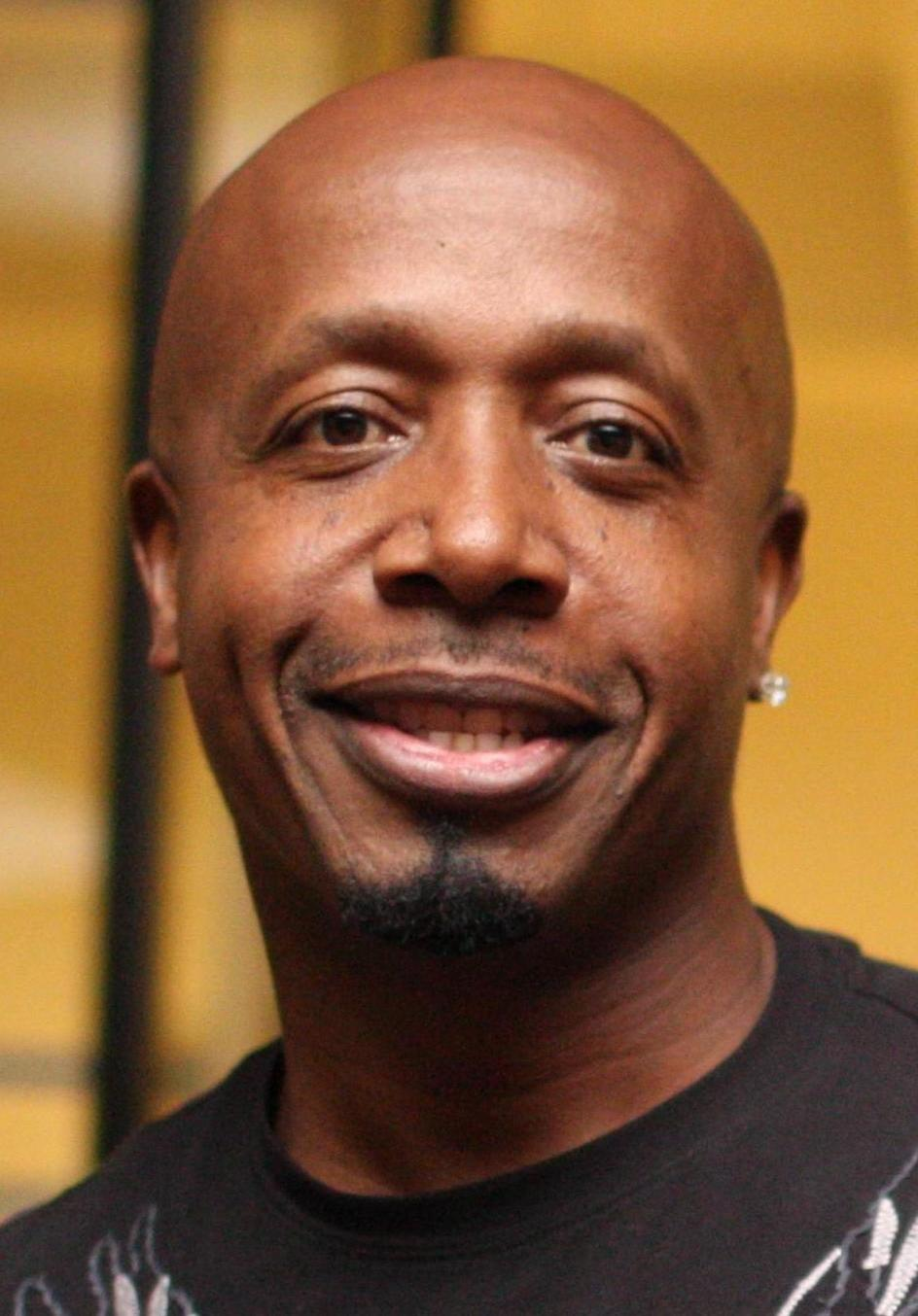
MC Hammer (2008)

MC Hammer, bürgerlich Stanley Kirk Burrell, (* 30. März 1962 in Oakland, Kalifornien) ist ein US-amerikanischer Rapper. Sein Künstlername wechselte von MC Hammer zu Hammer und wieder zurück.

## Leben
MC Hammer wurde in den frühen 1990er Jahren unter anderem dadurch bekannt, dass er das im Hip-Hop eher seltene Bild eines anständigen, christlichen und unspektakulären Bürgers verkörperte. Man warf ihm vor, von der Musikindustrie gezielt als unanstößige Version eines Rappers aufgebaut worden zu sein. Musikalisch wurde er dafür kritisiert, sehr flache und eingängige „Tracks“ zu produzieren, die zudem entscheidend von den gesampelten Hooklines anderer Musiker abhingen. Zu seinen Markenzeichen gehörten seine Hammer Pants und sein Tanzstil. Hammers größter Hit U Can’t Touch This, der im Januar 1990 veröffentlicht wurde, enthielt ein Melodie-Sample aus Rick James’ „Super Freak“ und ähnelte in einigen Passagen Falcos Der Kommissar.
Burrell begann seine Arbeit beim Baseball-Team der Oakland Athletics, wo er auch seinen Spitznamen erhielt. Er hatte den Plan, professioneller Baseball-Spieler zu werden, den er jedoch wieder aufgeben musste. Nach einigen Jahren bei der US Navy veröffentlichte er 1987 seine erste Platte Feel My Power, die ein Club-Erfolg war. Nach einem Vertrag beim Majorlabel Capitol Records veröffentlichte die Firma das Album erneut, mit vier zusätzlichen Songs und unter dem Namen Let's Get It Started und verkaufte davon mehr als drei Millionen Stück.
Das nächste im Februar 1990 veröffentlichte Album Please Hammer, Don’t Hurt ’Em brachte ihm zehnfaches Platin und auch den internationalen Durchbruch ein. Auf der Platte befanden sich U Can’t Touch This, Have You Seen Her (Coverversion der Chi-Lites) und Pray, das ein Sample des Prince-Klassikers When Doves Cry enthält. Das Album wurde als erstes Rap-Album in der Geschichte für den Verkauf von über zehn Millionen Tonträgern von der RIAA mit Diamant ausgezeichnet. Noch mehr als mit der LP verdiente er allerdings mit Merchandise: Es erschienen MC-Hammer-Puppen, Brotbehälter, Kleider und zahlreiche weitere Produkte, die sich vor allem an Kinder richteten.
Zugleich wuchs aber die Kritik. Unter anderem Ice Cube und 3rd Bass machten sich in ihren Videos über ihn lustig. Sein Ruhm begann rasch abzunehmen. Too Legit to Quit (November 1991) war zwar noch erfolgreich in den Charts und enthielt einen Hit, kam aber nicht mehr an den Erfolg von Please Hammer Don’t Hurt ’Em heran.
Die nächsten Alben The Funky Headhunter und Inside Out waren Flops. Ein Vertrag beim renommierten Death-Row-Records-Label führte zwar zu gemeinsamen Aufnahmen mit Tupac Shakur, diese wurden aber nie offiziell veröffentlicht. 1993 steuerte er mit seinem Song Addams Family Groove das Opening Theme zu Die Addams Family in verrückter Tradition bei.
Im Dezember 1997 war Hammer insolvent und musste seinen Privatbankrott erklären. Sein Anwesen wurde verkauft. Daraufhin wurde Burrell gläubig. Er begann wieder, Texte und Songs zu schreiben, und schrieb nun christliche Rap-Musik.
Im Jahre 2006 erschienen neue, von Hitmacher Scott Storch produzierte Songs, die musikalisch an die damalige Zeit angepasst waren, aber nicht sonderlich bekannt wurden. Zudem betätigte sich MC Hammer im IT-Bereich: Im Herbst 2011 stellte er auf der Web 2.0 Summit in San Francisco eine Suchmaschine mit dem Namen Wiredoo vor, die durch kontextbezogene Funktionen dem Marktführer Google Marktanteile abnehmen sollte.
Zurzeit arbeitet Burrell als Prediger und Moderator im US-amerikanischen Fernsehen.

## Filme und Serien
Im Jahre 1991 brachte das Filmstudio DiC Entertainment die Zeichentrickserie Hammerman heraus, in der Burrell die Hauptrolle spielte. In dieser Serie konnte er sich mittels magischer Tanzschuhe in den namensgebenden Superhelden Hammerman verwandeln, der mittels Rapmusik Verbrecher und Schurken bekämpfte. Die Serie hatte Kinder und Jugendliche als Zielgruppe und sollte durch ihre Geschichten moralische Werte vermitteln. Am Ende einer jeden Folge war daher auch immer der „echte“ Stanley Burrell zu sehen, der noch einmal den moralischen Kerngedanken der Folge auf den Punkt brachte. 1995 spielte Hammer die Rolle eines Drogenbosses in dem US-Actionthriller One Tough Bastard.

## Parodien
In der zeitgenössischen Fernsehshow In Living Color wurde MC Hammer einst wegen seiner auffallend ausladenden Hosen, die er in dem Musikvideo zu dem Track U Can’t Touch This zur Schau stellt, veralbert. Im heutigen humoristischen Sprachgebrauch werden derartige Beinkleider auch gerne als „Hammer pants“ geschmäht. Die entsprechenden Redewendungen und Gags begegnen dem englischsprachigen Fan auch in zahlreichen populären US-amerikanischen Fernsehserien (u. a. Immer wieder Jim, Die Simpsons).

## Diskografie
Studioalben

| Jahr | Titel                         | Höchstplatzierung, Gesamtwochen, AuszeichnungChartplatzierungen (Jahr, Titel, Platzierungen, Wochen, Auszeichnungen, Anmerkungen) | Höchstplatzierung, Gesamtwochen, AuszeichnungChartplatzierungen (Jahr, Titel, Platzierungen, Wochen, Auszeichnungen, Anmerkungen) | Höchstplatzierung, Gesamtwochen, AuszeichnungChartplatzierungen (Jahr, Titel, Platzierungen, Wochen, Auszeichnungen, Anmerkungen) | Höchstplatzierung, Gesamtwochen, AuszeichnungChartplatzierungen (Jahr, Titel, Platzierungen, Wochen, Auszeichnungen, Anmerkungen) | Höchstplatzierung, Gesamtwochen, AuszeichnungChartplatzierungen (Jahr, Titel, Platzierungen, Wochen, Auszeichnungen, Anmerkungen) | Anmerkungen                                                    |
| Jahr | Titel                         | DE | AT | CH | UK | US | Anmerkungen                                                    |
| ---- | ----------------------------- | --- | --- | --- | --- | --- | -------------------------------------------------------------- |
| 1988 | Let’s Get It Started          | DE42 (11 Wo.)DE | AT25 (2 Wo.)AT | CH19 (6 Wo.)CH | UK46 (2 Wo.)UK | US30 ×2Doppelplatin · (80 Wo.)US                                                                                                  | Erstveröffentlichung: 28. September 1988 Verkäufe: + 2.100.000 |
| 1990 | Please Hammer, Don’t Hurt ’Em | DE14 Gold · (52 Wo.)DE | AT15 Gold · (11 Wo.)AT | CH11 Gold · (21 Wo.)CH | UK8 ×2Doppelplatin · (59 Wo.)UK                                                                                                   | US1 Diamant · (108 Wo.)US | Erstveröffentlichung: 30. Januar 1990 Verkäufe: + 18.000.000   |
| 1991 | Too Legit to Quit             | DE49 (15 Wo.)DE | — | — | UK41 Silber · (6 Wo.)UK | US2 ×3Dreifachplatin · (54 Wo.)US                                                                                                 | Erstveröffentlichung: 21. Oktober 1991 Verkäufe: + 3.060.000   |
| 1994 | The Funky Headhunter          | — | — | — | — | US12 Platin · (25 Wo.)US | Erstveröffentlichung: 1. März 1994 Verkäufe: + 1.000.000       |
| 1995 | Inside Out                    | — | — | — | — | US119 (3 Wo.)US | Erstveröffentlichung: 12. September 1995                       |